# 西山村 (山形県)
西山村（にしやまむら）は、かつて山形県西村山郡にあった村。

## 沿革
- 1889年（明治22年）4月1日 - 町村制施行に伴い西村山郡海味村、睦合村、間沢村、綱取村、岩根沢村、水沢村が合併し、西山村が発足。
- 1954年（昭和29年）10月1日 - 西村山郡大井沢村、本道寺村、川土居村と合併し、町制施行して西川町となり消滅。